# Tokyo Tribe 3
Tokyo Tribe 3 (Tōkyō Toraibu) est un manga écrit et dessiné par Santa Inoue. Il a été prépublié dans le Ollie de l'éditeur Gentosha. Il a été compilé en un total de 5 tomes en 28 février 2012. Il s'agit de la suite de Tokyo Tribe 2.